# The Gabber Mixes
The Gabber Mixes è un EP dei Fear Factory, pubblicato nel 1997.

## Tracce
1. New Breed (Steel Gun Mix) – 5:36
2. Flashpoint (Chosen Few Remix) – 4:04
3. T-1000 – 4:08
4. Manic Cure – 5:08